# Abel Seyler
Pour les articles homonymes, voir Seyler.
Abel Seyler, né le 23 août 1730 à Liestal et mort le 25 avril 1800 à Rellingen, est un acteur et banquier suisse, metteur en scène et directeur de théâtre.

## Biographie
Il est d'abord un banquier d'affaires et négociant, dirigeant la maison Seyler & Tillemann (en) basée à Hambourg, et devient plus tard l'un des grands metteurs en scène de l'Europe au XVIIIe siècle. Il est « le principal mécène du théâtre allemand » dans sa vie. On lui attribue l'introduction de Shakespeare auprès du public de langue allemande, et la promotion du concept d'un théâtre national dans la tradition de Ludvig Holberg, des dramaturges Sturm und Drang et de l'opéra allemand,. En 1769, il fonde la compagnie de théâtre Seyler, qui devient une des plus célèbres compagnies de théâtre de l'Europe pendant la période de 1769 à 1779 et considérée comme « la meilleure compagnie de théâtre en Allemagne à cette époque ».

## Descendance
Abel Seyler épouse en 1754 Sophie Elisabeth Andreae (1730–1764), fille d'un important négociant en laine originaire de Hambourg, Leopold Andreae. Le couple a trois enfants dont Ludwig Erdwin Seyler (en) (1758–1836), l'un des dirigeants de la maison de banque Joh. Berenberg, Gossler & Co.